# Кызыл Ахмед-бей
Джелаладдин Кызыл Ахмед-бей (осман. قزيل احمد بك‎, тур. Celaleddin Kızıl Ahmed Bey; ум. после 1500) — последний правитель бейлика Джандарогуллары, занимал пост в течение нескольких месяцев в 1461 году.
Беем Кызыл Ахмед стал по воле султана Мехмеда II, который сместил брата Кызыл Ахмеда, Исмаила, во время анатолийской кампании Мехмеда 1461 года. После захвата Трапезунда Мехмед сместил и Кызыл Ахмеда, дав ему санджак в Морее. Недовольный этим Кызыл Ахмед сбежал к правителю Ак-Коюнлу Узун Хасану и до 1481 года участвовал в кампаниях Ак-Коюнлу против османов. После смерти Мехмеда Кызыл Ахмед вернулся в Османскую империю, помирился с новым султаном, Баязидом II, и получил санджак Болу рядом с территорией своего бывшего бейлика. Потомки Кызыл Ахмеда служили османским султанам на высоких должностях. Они носили фамилию Кызылахметли. Сам бейлик Джандарогуллары иногда называют по имени Кызыл Ахмеда Кызылахмедогуллары.

## Биография

Территория бейлика Джандаридов

Кызыл Ахмед был сыном правителя бейлика Ибрагима II и внуком бея Исфендияра. Ибрагим II правил четыре года, но о его правлении в источниках практически нет информации. В 1443 году после его смерти власть захватил его старший сын Исмаил. Кызыл Ахмед не согласился с этим и выступил против брата. Потерпев неудачу, он поступил на османскую службу, где получил должность санджакбея Болу. В 1453 году он участвовал в осаде Константинополя и был посланником султана к императору Константину.
В 1461 году Мехмед захватил Амасру, генуэзскую колонию, расположенную в непосредственной близости от бейлика. Ещё при подходе османских сил к Амасре Исмаил-бей сбежал из Болу в Синоп. Султан решил отобрать бейлик у Исмаила и отдать его Кызыл Ахмеду. Османские армия и флот осадили Синоп с суши и с моря. Так описал события современник Ашикпашазаде: «Кызыл Ахмед и Махмуд-паша двинулись вперёд и встали лагерем у крепости. Махмуд-паша подъехал до подножия крепости на своём коне, вызвал Исмаил-бея, и Исмаил-бей вышел на стену. Снизу Махмуд-паша сказал Исмаил-бею: „Эй, бей! Почему ты убегаешь? Как долго ты сможешь продержаться в этой крепости, сражаясь с султаном? мы даже порт этого города заняли“». Исмаил-бей понял, что сопротивление бесполезно, и сдал город, выговорив гарантии для себя и своей семьи. Так Кызыл Ахмед стал беем в Кастамону на условиях вассального подчинения османам и дани в размере 50 000 дукатов золотых в год. Назначение Кызыл Ахмеда поддержал великий визирь Махмуд-паша.
Кызыл Ахмед был беем всего несколько месяцев, потому что после захвата Трабзона Мехмед захватил Кастамону и решил отправить Кызыл Ахмеда санджакбеем в Морею. Кызыл Ахмед возмутился, поскольку хотел править на наследных землях, и со своей семьёй сбежал через Болу к Караманидам . Однако, Ибрагим-бей Караманид не решился защищать Кызыл Ахмеда, он только дал ему немного денег и отправил к правителю Ак-Коюнлу Узун-Хасану . Узун Хасан пообещал Кызыл Ахмеду, что отдаст ему Синоп. Узун Хасан хотел контролировать земли Караманидов, которые давали выход к Средиземному морю. В 1464 году он подготовил и отправил в Караман войско под командованием Исхака-бея. В этой кампании принимал участие и Кызыл Ахмед. После захвата бейлика он какое-то время оставался в Карамане, однако в 1466 году брат Исхака, Пир-Ахмет, с османским войском отвоевал Караман. Исхак и Кызыл Ахмед снова сбежали к Узун-Хасану. В 1472 году Узун Хасан опять отправил войско на османские земли. Кызыл Ахмед принимал участие и в этом походе. Но шехзаде Мустафа, любимый сын Мехмеда, разгромил их. И опять Кызыл Ахмед укрылся в Ак-Коюнлу. В 1473 году в битве при Отлукбели Кызыл Ахмед принял участие на стороне Узун Хасана. Узун Хасан сделал Кызыл Ахмеда «мусахиб-и хас» (фаворитом) и дал участок земли на берегу озера Ван. В борьбе за престол, развернувшейся между сыновьями Узун Хасана после его смерти в 1478 году Кызыл Ахмед поддержал бейлербея Диярбакыра Якуба. Кызыл Ахмед присоединился к экспедиции, которую Якуб организовал против своего брата Халила. После победы Якуба Кызыл Ахмед некоторое время оставался у него на службе.
Во время правления Баязида II Кызыл Ахмед-бей был прощён и вернулся в Османскую империю. Он стал санджакбеем Болу. Больше он не бунтовал и верно служил османам. Известно, что в 1485 году Кызыл Ахмед воевал под командованием Херсекли Ахмеда-паши и Баязида II, участвуя в операции у Модона и в боях с мамлюками. Кызыл Ахмед умер не ранее 1500 года.
Кызыл Ахмед-бей интересовался суфизмом, он состоял в переписке с шейхом тариката халватия Давудом Эфенди.
У Кызыла Ахмеда было два сына: Муса и Мирза Мехмед. Они занимали высокие посты в османской администрации. Мирза Мехмед был женат дважды, и оба раза на принцессах из дома османов: первой его женой была Фатьма-султан, дочь Баязида II, второй женой была внучка Мехмеда II от его сына Абдуллаха. У Мирзы Мехмеда были сыновья Шемси Ахмед-паша, Кызылахмедли Мустафа-паша и Дамад Султанзаде Мехмед-бей. Шемси Ахмед-паша был женат на дочери или внучке султана. Мехмед-бей был женат на дочери Селима I Гевхерхан-султан. Их потомки тоже занимали посты санджакбеев и бейлербеев. Потомки Кызыла Ахмеда называли себя Кызылахмедли, так же как и бейлик в турецкой литературе иногда называется Кызылахмедогуллары.